# Felip II de Savoia
Felip II de Savoia, Felip I de Ginebra o Felip de Bresse, anomenat el Sense Terra, (Chambéry, Savoia 1438 - Torí 1497) fou el duc de Savoia i comte de Ginebra entre 1496 i 1497.

## Antecedents familiars
Va néixer el 5 de febrer de 1438 a la ciutat de Chambéry, població situada en aquells moments al Ducat de Savoia i que avui en dia forma part del departament francès de la Savoia, fill del duc Lluís I de Savoia i Anna de Lusignan. Fou net per línia paterna d'Amadeu VIII de Savoia i Maria de Borgonya, i per línia materna de Joan II de Xipre i Carlota de Borbó. Fou germà del duc Filibert I de Savoia.
El seu pare li concedí el títol de comte de Bresse, si bé el perdé, motiu pel qual rebé el sobrenom de el Sense Terra.
Va morir el 7 de novembre de 1497 a la ciutat de Torí.

## Ascens al tron ducal
Revoltat contra el seu pare, fou vençut pel rei Lluís XI de França i retingut per aquest al castell de Loches entre 1464 i 1466 i al seu alliberament s'alià amb Carles I de Borgonya contra el rei francès.
Sense ser el principal hereu de Lluís I de Savoia, i pel fet de tenir diverses germanes al seu davant, per tal de garantir la línia masculina de la Dinastia Savoia va casar el seu fill gran Filibert de Savoia amb la filla del duc Carles I Violant Lluïsa de Savoia. Aquest pla, però, no tingué èxit per la prematura mort de Violant Lluïsa als 12 anys.
Durant anys reclamà els seus drets dinàstics sobre el ducat de Savoia, especialment durant la regència de Blanca de Montferrat, aconseguint fer-los efectius a la mort de Carles II de Savoia, passant a ser-ne nomenat hereu i titular del ducat, si bé morí a l'any següent.

## Núpcies i descendents
Es casà el 6 d'abril de 1472 a la població de Moulins amb Margarida de Borbó, filla de Carles I de Borbó i Agnès de Borgonya. D'aquesta unió tingueren:
- Lluïsa de Savoia (1476-1531), casada el 1488 amb Carles I d'Angulema i pares del rei Francesc I de França
- Girolamo de Savoia (1478)
- Filibert II de Savoia (1480-1504), duc de Savoia

Es casà, en segones núpcies, l'11 de novembre de 1485 amb Claudina de Brosse, filla de Joan I de Brosse i Nicole Châtillon. D'aquesta unió nasqueren:
- Carles III de Savoia (1486-1553), duc de Savoia
- Lluís de Savoia (1488-1502)
- Felip de Savoi-Nemours (1490-1533), comte de Ginebra i duc de Nemours
- Assolona de Savoia (1494)
- Joan Amadeu de Savoia (1495)
- Filibert de Savoia (1498-1524), casada el 1515 amb Julià II de Mèdici

Tingué diversos fills il·legítims:
De Libéra Portoneri: 
- Renat de Savoia (1468-1525), legitimitzat el 1499 i governador de Niça i Provença
- Antoinette (?-1500), casada el 1486 amb el príncep de Mònaco Joan II Grimaldi
- Pere, abat de Ginebra

De Bonne de Romagnano: 
- Clàudia (?-1528), casada el 1514 amb Jaume III de Horn
- Margarida
- Joana
- Miquel, capellà